# Гуттман, Роберт
Роберт Гуттман (нем. Robert Guttmann; 20 апреля 1880[…], Сушице — 14 марта 1942[…], Лодзь, Вартеланд) — чешский художник-примитивист, сионист, путешественник. Погиб в Лодзинском гетто.

## Биография
Роберт Гуттман родился в Сушице, небольшом городке на юге Чехии. Родители зарабатывали торговлей маслом. В школе Роберта дразнили, называя евреем, и из-за частых стычек с одноклассниками его отчислили. В 16 лет переехал в столицу — Прагу, где узнал о сионизме.
В 15 лет увлёкся пением и спортом, с которыми хотел связать жизнь. У Роберта была мечта участвовать в Олимпийских играх. В это же время он посещал художественную школу, где учился рисовать. Впоследствии искусство вытеснило все остальные увлечения и сопровождало его до конца дней. Также одним из интересов была литература, в которой он хорошо разбирался.
Гуттман был ярым приверженцем сионистских идей. К такому мировоззрению его привела книга Теодора Герцля «Еврейское государство» и занятия в организации «Ассоциация Бар Кохба». Роберт посещал конгрессы, на которые добирался исключительно пешком или на велосипеде. Исключением послужил случай, когда собрание проходило в Лондоне. Только тогда Гуттман воспользовался транспортом.
В 17 лет принял участие в первом конгрессе, который проходил в Швейцарии. «Мне было 17 лет, а поездка заняла 14 с половиной недель. У меня были при себе деньги, но помимо этого я продавал свои раскрашенные вручную открытки и свои карикатуры на самого себя», — так Роберт позднее описал способ, с помощью которого он добирался до собрания.
Много времени проводил в пражских кафе, где вёл беседы и рисовал картины. Он их продавал за несколько крон всем, кому они приглянулись. Роберт завоевал известность не столько из-за творчества (его картины считали «рисунками пещерного человека»), сколько благодаря своей чрезвычайно необычной внешности: длинные ноги и маленький торс, большая голова с густыми вьющимися и длинными волосами, большой рот, широкий лоб и громадный бант на шее. Роберт регулярно становился героем карикатур, анекдотов и шуток. Так он стал настоящим символом Праги начала XX века.
Чешский писатель Карел Чапек, работавший в газете «Лидове новины» (чеш. Lidové noviny), описал Роберта: «Однажды на Вацлавской площади остановился рекламный фургон, запряженный ослом. Ни с того ни с сего этот человечек со звездой Давида обнял осла за шею и поцеловал животное. Немедленно собралась толпа, люди смеялись до слез. А наш добрый еврей оборачивается, видит, как люди смеются, и, не снимая рук с ослиной шеи, тоже начинает смеяться, немного обрадованный, немного удивленный и необычайно жалкий. Там, на съезде [конгрессе], он сидит где-то в углу, незаметный, но более всех преданный». В начале XX века Гуттман стал достопримечательностью Праги наряду с Карловым мостом или Староместской площадью. О происшествиях и забавных приключениях, связанных с его именем, складывались легенды.
У Гуттмана возник конфликт с пражскими сионистами, которые считали, что его экстравагантный внешний вид вредит движению, поэтому они предложили ему не появляться публично в качестве сиониста. Вспоминая об этом, Гуттман писал: «В результате личной неприязни и антипатии, с которыми я столкнулся в сионистских кругах, я начал более интенсивно заниматься живописью».
Первая выставка была проведена лишь в 1928 году. Абсолютная непризнанность и насмешки не останавливали Роберта. Он проявлял характер, продолжая «бушевать», не имея собственной мастерской большую часть своей жизни. В 1930 году прошла вторая и последняя прижизненная выставка. Еврейская община помогла ему приобрести личное жильё. В пятидесятилетнем возрасте Гуттман избавился от необходимости делить каморку с незнакомыми людьми.
В 1930-е годы много ездил по стране, описывал жизнь деревень, наблюдал, как в детстве, за животными и создавал картины. На многих из них изображены хасиды.
В 1939 году наступил новый период в жизни страны и Роберта — оккупация Чехии. Он заперся на чердаке и почти не выходил на улицу в течение полутора лет. Это не спасло его — 16 октября 1941 года он был арестован и направлен в Лодзинское гетто. 14 марта 1942 года он умер в гетто от голода.

## Творчество
Все картины художника были исполнены с применением большой палитры красок в наивном детском стиле. Казалось, что с 1939 года картины должны были исполняться в тёмных тонах, но нет — они продолжали пестреть, несмотря на то, что отражали злободневные темы. Запершись на чердаке, Роберт доставал из памяти мимолётные воспоминания и помещал их на холст. Известность пришла к нему только после смерти, когда закончилась Вторая мировая война, и его признали оригинальным, подлинным наивным художником, чьи работы пользовались большим успехом на посмертных выставках.

## Галерея

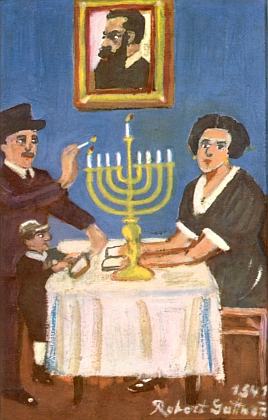
Роберт Гуттман – Ханука  (1941)
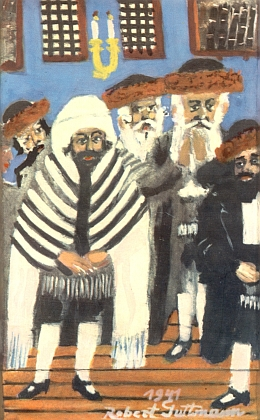
Роберт Гуттман - Карпатские евреи в синагоге   (1941)
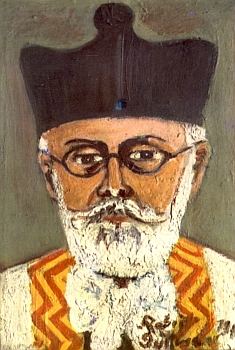
Роберт Гуттман - Портрет раввина Аладара Дёйча (1941)
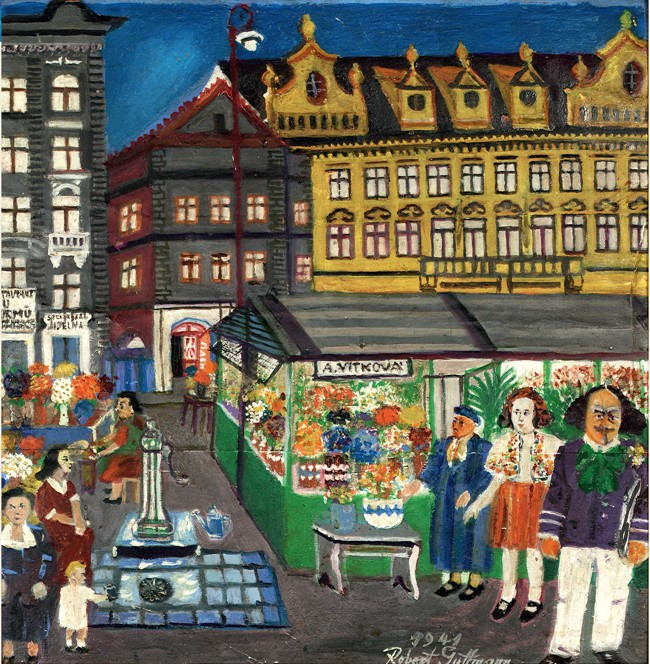
Роберт Гуттман - Автопортрет на пражском цветочном рынке  (1941)
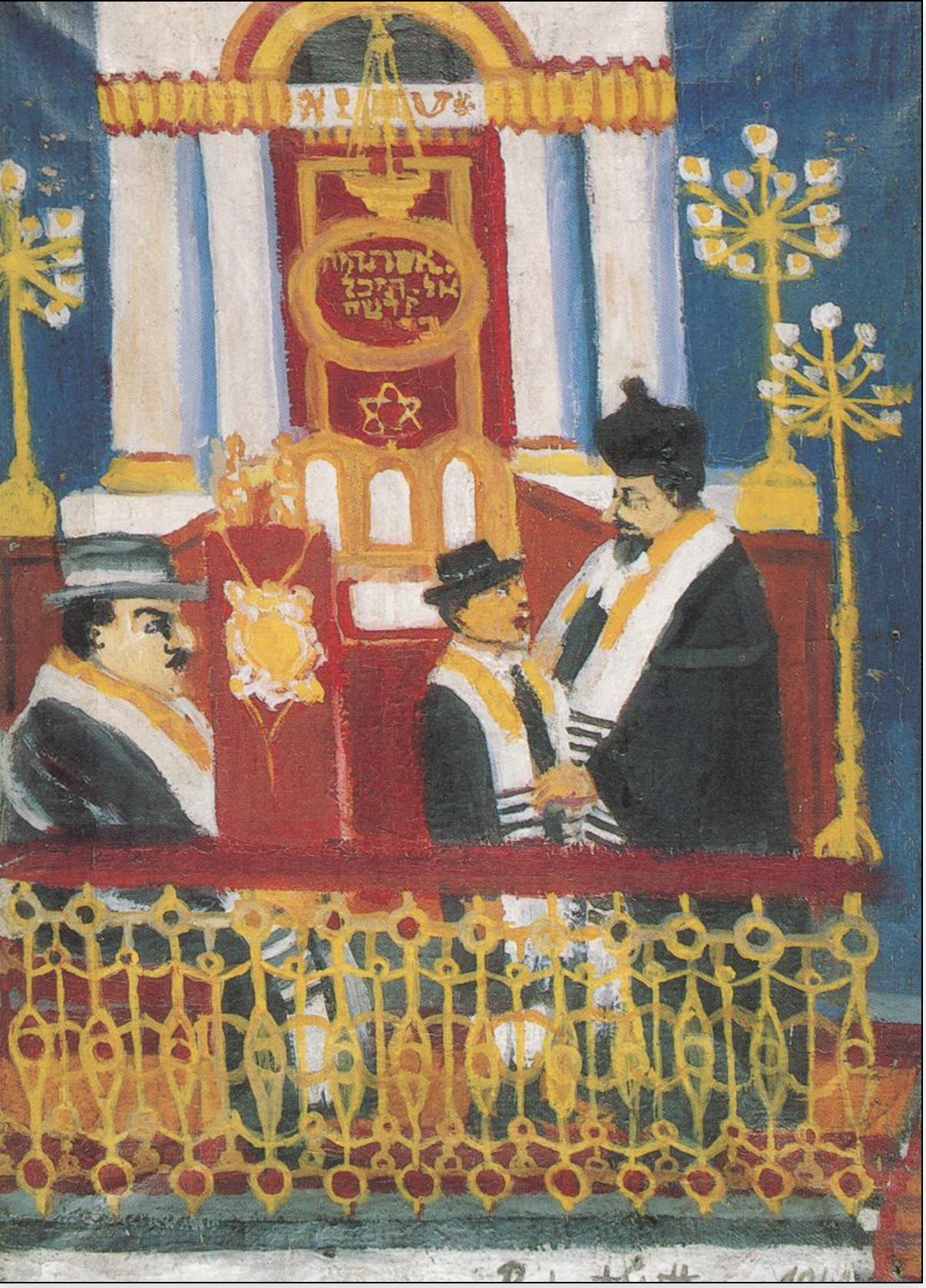
Роберт Гуттман - Бар-мицва в храме  (1941)

## Выставка
Галерея Роберта Гуттмана — выставочное пространство Еврейского музея в Праге. Галерея расположена в здании бывшей еврейской больницы, которое было построено рядом с Испанской синагогой по архитектурному проекту Карела Пеканека в 1935 году. Деятельность галереи началась с выставки его работ. Посетители могли познакомиться с различными аспектами истории и культуры евреев в Чешских землях на различных экспозициях и выставках. Картин, признанных уже после смерти Роберта, сохранилось совсем немного — они заняли один зал. Благодаря особому температурному и световому режимам, созданным в галерее, ценные работы дольше сохраняются. Выставка закончила работу 31 декабря 2020 года.